# Cyclo-cross de Tábor
Le Cyclo-cross de Tábor est une compétition de cyclo-cross ayant lieu à Tábor, en Tchéquie. Sa première édition a lieu le 28 octobre 1996.
La course élite masculine, créée en 1996, est régulièrement inscrite au calendrier de la Coupe du monde de cyclo-cross (de 1998 à 2000, de 2004 à 2008, de 2011 à 2013 et à partir de 2018). Il en est de même pour la course élite féminine, qui est au programme de la Coupe du monde lors de la première édition en 2008, de 2011 à 2013 et à partir de 2018.
En 2003, 2009, 2014 et 2017, la course n'a pas lieu car la ville accueille les championnats d'Europe en 2003 et 2017, ainsi que les championnats du monde en 2010 et 2015.

## Palmarès

### Hommes élites
| Année | Vainqueur              | Deuxième               | Troisième              |
| 1996  | Paul Herijgers         | Jiří Pospíšil          | Adrie van der Poel     |
| 1997  | Mario De Clercq        | Richard Groenendaal    | Adrie van der Poel     |
| 1998  | Sven Nys               | Daniele Pontoni        | Mario De Clercq        |
| 1999  | Mario De Clercq        | Sven Nys               | Richard Groenendaal    |
| 2000  | Bart Wellens           | Richard Groenendaal    | Mario De Clercq        |
| 2001  | Sven Nys               | Erwin Vervecken        | Jiří Pospíšil          |
| 2002  | Bart Wellens           | Sven Vanthourenhout    | Jiří Pospíšil          |
| 2003  | non-disputé            |                        |                        |
| 2004  | Kamil Ausbuher         | Sven Vanthourenhout    | Erwin Vervecken        |
| 2005  | Sven Nys               | Petr Dlask             | Kamil Ausbuher         |
| 2006  | Radomír Šimůnek jr.    | Bart Wellens           | Erwin Vervecken        |
| 2007  | Sven Nys               | Klaas Vantornout       | Lars Boom              |
| 2008  | Niels Albert           | Zdeněk Štybar          | Martin Bína            |
| 2009  | non-disputé            | non-disputé            | non-disputé            |
| 2010  | Radomír Šimůnek jr.    | Christoph Pfingsten    | Steve Chainel          |
| 2011  | Kevin Pauwels          | Zdeněk Štybar          | Klaas Vantornout       |
| 2012  | Kevin Pauwels          | Lars van der Haar      | Niels Albert           |
| 2013  | Lars van der Haar      | Philipp Walsleben      | Kevin Pauwels          |
| 2014  | non-disputé            | non-disputé            | non-disputé            |
| 2015  | David van der Poel     | Vincent Baestaens      | Michael Boroš          |
| 2016  | Michael Boroš          | Tomáš Paprstka         | Jens Adams             |
| 2017  | non-disputé            | non-disputé            | non-disputé            |
| 2018  | Mathieu van der Poel   | Michael Vanthourenhout | Lars van der Haar      |
| 2019  | Mathieu van der Poel   | Eli Iserbyt            | Lars van der Haar      |
| 2020  | Michael Vanthourenhout | Eli Iserbyt            | Wout van Aert          |
| 2021  | Lars van der Haar      | Eli Iserbyt            | Quinten Hermans        |
| 2022  | Eli Iserbyt            | Lars van der Haar      | Michael Vanthourenhout |

### Femmes élites
| Année   | Vainqueur         | Deuxième                   | Troisième           |
| 2008    | Hanka Kupfernagel | Maryline Salvetat          | Pavla Havlíková     |
| 2009-10 | non-disputé       | non-disputé                | non-disputé         |
| 2011    | Kateřina Nash     | Daphny van den Brand       | Sanne van Paassen   |
| 2012    | Sanne van Paassen | Katherine Compton          | Helen Wyman         |
| 2013    | Katherine Compton | Nikki Harris               | Pavla Havlíková     |
| 2014    | non-disputé       | non-disputé                | non-disputé         |
| 2015    | Pavla Havlíková   | Nikola Nosková             | Adéla Šafářová      |
| 2016    | Karla Štěpánová   | Pavla Havlíková            | Geerte Hoeke        |
| 2017    | non-disputé       | non-disputé                | non-disputé         |
| 2018    | Lucinda Brand     | Annemarie Worst            | Alice Maria Arzuffi |
| 2019    | Annemarie Worst   | Ceylin del Carmen Alvarado | Yara Kastelijn      |
| 2020    | Lucinda Brand     | Ceylin del Carmen Alvarado | Denise Betsema      |
| 2021    | Lucinda Brand     | Puck Pieterse              | Annemarie Worst     |
| 2022    | Fem van Empel     | Puck Pieterse              | Annemarie Worst     |

### Hommes espoirs
| Année   | Vainqueur            | Deuxième          | Troisième        |
| 2008    | Philipp Walsleben    | Aurélien Duval    | Tom Meeusen      |
| 2009-10 | non-disputé          | non-disputé       | non-disputé      |
| 2011    | Lars van der Haar    | Elia Silvestri    | Mike Teunissen   |
| 2012    | Mike Teunissen       | Corné van Kessel  | Wietse Bosmans   |
| 2013    | Mathieu van der Poel | Gianni Vermeersch | Wout van Aert    |
| 2014-17 | non-disputé          | non-disputé       | non-disputé      |
| 2018    | Tom Pidcock          | Jakob Dorigoni    | Antoine Benoist  |
| 2019    | Thomas Mein          | Kevin Kuhn        | Antoine Benoist  |
| 2020    | Thomas Mein          | Ben Turner        | Iván Feijoo      |
| 2021    | Mees Hendrikx        | Ryan Kamp         | Cameron Mason    |
| 2022    | Thibau Nys           | Jente Michels     | Emiel Verstrynge |

### Hommes juniors
| Année   | Vainqueur            | Deuxième            | Troisième           |
| 2008    | Tijmen Eising        | Lars van der Haar   | Matej Lasák         |
| 2009-10 | non-disputé          | non-disputé         | non-disputé         |
| 2011    | Mathieu van der Poel | Quentin Jauregui    | Daan Hoeyberghs     |
| 2012    | Mathieu van der Poel | Quinten Hermans     | Karel Pokorný       |
| 2013    | Adam Ťoupalík        | Eli Iserbyt         | Joris Nieuwenhuis   |
| 2014    | non-disputé          | non-disputé         | non-disputé         |
| 2015    | Josef Jelínek        | Jonáš Březina       | Václav Sirůček      |
| 2016    | Jan Gavenda          | Jofre Cullell       | Jakub Schierl       |
| 2017    | non-disputé          | non-disputé         | non-disputé         |
| 2018    | Witse Meeussen       | Thibau Nys          | Tom Lindner         |
| 2019    | Thibau Nys           | Davide De Pretto    | Jan Zatloukal       |
| 2020    | Matěj Stránský       | Lorenzo Masciarelli | Matyáš Fiala        |
| 2021    | David Haverdings     | Nathan Smith        | Yordi Corsus        |
| 2022    | Léo Bisiaux          | Václav Ježek        | Viktor Vandenberghe |

### Femmes juniors
| Année | Vainqueur         | Deuxième            | Troisième           |
| 2020  | Zoe Bäckstedt     | Marie Schreiber     | Lucia Bramati       |
| 2021  | Zoe Bäckstedt     | Leonie Bentveld     | Federica Venturelli |
| 2022  | Lauren Molengraaf | Viktória Chladoňová | Fleur Moors         |